# Altri
Altri är ett portugisiskt företag vars affärsverksamhet omfattar produktion av pappersmassa och energi (från biomassa), samt skogsbruk (80 000 hektar) .
Företagets huvudkontor ligger i Porto.
Altri är börsnoterad på Euronext Lisbon och ingår i PSI-20 index.

## Altris massabruk
- Celbi (kortfibrig eukalyptusmassa av hög kvalitet)
- Caima
- Celtejo